# Thetan
Thetan is in de nomenclatuur van de Scientology-beweging de aanduiding van het begrip geest in de oorspronkelijke betekenis van dat woord: de ziel, het onstoffelijke deel van de mens, datgene wat zich bewust is van het eigen bewustzijn.

## Geschiedenis
Tussen 1940 en 1950 ontwikkelde L. Ron Hubbard (V.S.) de dianetica (in het Engels: dianetics). Uit de onderzoeksverslagen vanaf ca. 1948 (o.a. The Original Thesis, manuscript, 1948) blijkt dat hij de techniek beschouwt als een methode om mentale problemen en psychosomatische ziekten op te lossen. De techniek wordt door een dianetisch opgeleide "auditor" toegepast op de cliënt en bestaat o.a. uit het 'herbeleven' van momenten van lichamelijke pijn en onaangenaamheden uit het verleden. De auditor houdt zich daarbij, als deel van de techniek, nauwgezet aan de "auditorscode", een set gedragsregels, waarvan de eerste en belangrijkste regel inhoudt dat de auditor tijdens een sessie nooit vertelt wat de geauditeerde van zijn "case" zou moeten denken. Na het ontstaan van dianetische zelfhulpgroepen, in de loop van 1951, werd duidelijk dat - mede vanwege het toepassen van de auditorscode - geestelijk herstel werd benadeeld als voorvallen die, naar men zei, voor de geboorte en zelfs voor de conceptie plaatsvonden, niet als werkelijk gebeurde voorvallen werden behandeld. 
Naar aanleiding daarvan postuleerde Hubbard in 1951 het  bestaan van wat hij een "theta"-kracht noemt, een levenskracht die apart van de materiële wereld bestaat doch zich als stuwende kracht binnen de materiële wereld manifesteert.

## Theta
Na aanhoudende meldingen van gebeurtenissen van voor het huidige leven die in dianetische sessies naar voren komen stelt Hubbard zich open voor het concept van vorige levens, waarbij het "theta-lichaam" (in publicaties uit die tijd niet verder gedefinieerd) zich over de tijdlijn beweegt, los van het sterven van achtereenvolgende lichamen. Hubbard komt daarbij in botsing met een raadslid  van de inmiddels opgerichte Hubbard Dianetic Foundation, die er bij hem op aandringt zich niet met vorige levens in te laten om dianetica niet in diskrediet te brengen. Hubbards compromisloosheid wordt de oorzaak van het vervolgonderwerp van de dianetica: Scientology als spiritueel onderwerp en als religie. Vanaf dat moment concentreert Hubbard zich vooral op het onderzoek van "theta" en de daarbij behorende verschijnselen.

## Vorige levens
In de tweede helft van 1951 trekt Hubbard uit de inmiddels omvangrijke hoeveelheid dianetische caseverslagen de conclusie dat de "monitor"” uit de dianetica en de “theta” uit de latere publicaties één en hetzelfde verschijnsel is. Hij noemt die entiteit vanaf nu thetan, waarmee de essentie van de persoon wordt aangeduid, datgene wat zich bewust is van de omgeving, van zijn eigen bewustzijn en datgene wat emoties voelt. Het zou de thetan zijn die, in essentie los van de fysische wereld, achtereenvolgende levens leeft, meestal zonder dat te beseffen.